# 邵阳北站
邵阳北站是沪昆高速铁路长昆段的一个高铁车站，位于中国湖南省邵阳市新邵县坪上镇，距邵阳市区约40公里，于2014年12月16日投入运营。

## 停靠车次
以下为每天在邵阳北站停靠的车次及数量（¡代表仅单向停靠）：
| 车次                     | 始发站   | 终到站 |
| ------------------------ | -------- | ------ |
| D7811/7812次             | 长沙南   | 怀化南 |
| G441/442次               | 北京西   | 怀化南 |
| G1371/1372次             | 上海虹橋 | 怀化南 |
| G1375次 ¡                | 上海虹橋 | 怀化南 |
| G1422次 ¡                | 怀化南   | 杭州东 |
| G6142/6143、G6144/6141次 | 深圳北   | 怀化南 |
| G6152/6153次 ¡           | 广州南   | 怀化南 |
| G6402次 ¡                | 怀化南   | 长沙南 |
| G6406次 ¡                | 怀化南   | 长沙南 |
| G6409次 ¡                | 长沙南   | 怀化南 |
| G6412次 ¡                | 怀化南   | 长沙南 |
| G6451/6452次             | 长沙南   | 新晃西 |
| G6455次 ¡                | 长沙南   | 新晃西 |

## 建设争议
长昆客运专线湖南段的走向曾有三套备选方案，其中两套经过邵阳。2008年12月铁道部、铁路途经地领导与相关专家在长沙召开的会议上推荐了经过冷水江、新化的方案。邵阳随即爆发签名、请愿活动，被戏称为民间“保路运动”，网络论坛争吵尤为激烈。当年12月27日，中铁三院从冷水江、新化改到邵阳勘察，引发新化、冷水江居民恐慌并出现了类似邵阳的民间运动及网络争辩。参与争议者以受过高等教育的年轻人居多，一些在外地工作的人也回乡“护路”，甚至有为此辞职者。由于难免存在语言暴力，争吵最激烈时，论坛不得不大量删除含“沪昆”字样的帖子。而双方为避免混入“间谍”，亦对新加入阵营者采取检查口音等措施。
争辩中，冷、新居民主要认为，铁路经过邵阳需增加14公里长度，不利于节省时间。另外铁路也应照顾到类似新化这样的国家级贫困县，而已规划有怀邵衡铁路的邵阳无需再多一条铁路。邵阳居民则主要认为，经过邵阳虽然路程增加，但避开了雪峰山脉，降低了施工难度。且现有铁路干线沪昆铁路已途经冷水江、新化，与之相比，途经邵阳的怀邵衡铁路只是渝厦铁路的一段。作为地级市的邵阳不能再次错过铁路干线。
最终确定的方案中，与中国大陆先前的高速铁路类似，基本符合省会优先、其余地区取直的特征，在省会长沙附近向北绕道，而娄底、怀化之间取直线。作为妥协，在邵阳市新邵县坪上镇设邵阳北站，坪上与冷水江、涟源、邵阳等地开通高速公路，在新化县洋溪镇设新化南站。但由于坪上的实际位置较邵阳市区甚远，而较冷水江、涟源反而更近，邵阳民间尚未认可。当地人与火车迷也将车站称为“冷水江南站”。火车迷甚至将该站与盘锦北站、阳泉北站和孝感北站并称为“四大名北”。

## 附近景区
- 洪江古商城
- 衡山
- 韶山